# Тень Земли

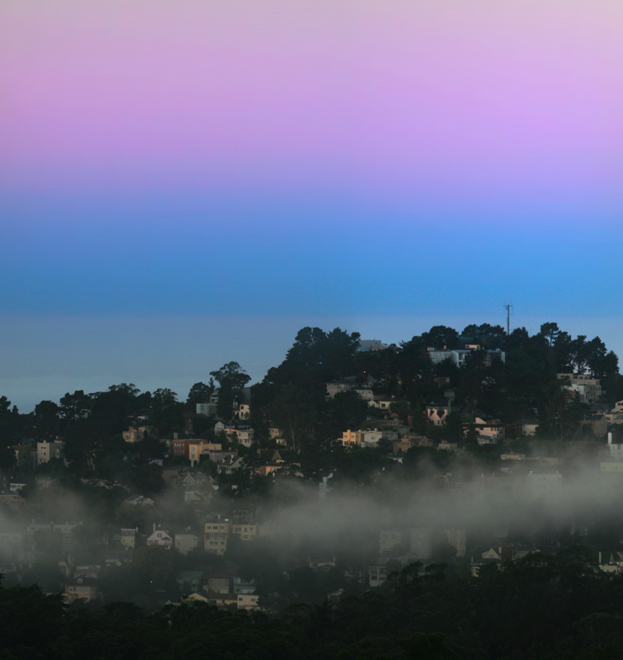
Тень Земли (синяя) и пояс Венеры (розовый) на рассвете. Серо-голубая полоса — Тихий океан; фото сделано с холмов Твин-Пикс (город Сан-Франциско, штат Калифорния, США) в октябре 2010 года

Эта статья — о тени, которую планета Земля отбрасывает на свою атмосферу, если смотреть с Земли. О том, как эта тень (или любая другая) распространяется в космосе см. Умбра, пенумбра и антумбра (полная тень и полутени).
Тень Земли (земная тень) — это тень, которую планета Земля отбрасывает через свою атмосферу в космическое пространство, по направлению к антисолнечной точке. Тень Земли — атмосферное оптическое явление.

## Общие сведения
В период сумерек — как ранних вечерних, так и поздних утренних — видимая граница тени Земли (иногда называемая тёмным сегментом или сумеречным клином) выглядит как тёмная и размытая полоса над горизонтом, наиболее отчётливая при ясном небе. Также тень Земли лучше всего видна при низком горизонте, например над морем. Кроме того, чем выше находится наблюдатель, чтобы видеть горизонт, тем более чёткой выглядит тень.
Поскольку угловые размеры Солнца и Луны, видимые с поверхности Земли, почти одинаковы, то отношение длины тени Земли к расстоянию между Землёй и Луной будет почти равно отношению размеров Земли и Луны. Так как диаметр Земли в 3,7 раза больше диаметра Луны, длина тени планеты соответственно в 3,7 раза больше среднего расстояния от Луны до Земли: примерно 1 400 000 км. Ширина же земной тени на расстоянии лунной орбиты примерно 9000 км (~ 2,6 лунных диаметра), что позволяет жителям Земли наблюдать полные лунные затмения.
Тень Земли, отбрасываемую на атмосферу, можно увидеть во время «гражданских сумерек» при условии, что небо чистое и горизонт относительно беспрепятственный, ровный. Край тени выглядит как тёмная синевато-пурпурная полоса, простирающаяся на 180° горизонта напротив Солнца, то есть на восточной части небосвода вечером и на западной — утром. Перед восходом тень Земли опускается и сужается по мере подъёма Солнца, после заката — наоборот, поднимается и ширится по мере опускания Солнца.

## Пояс Венеры

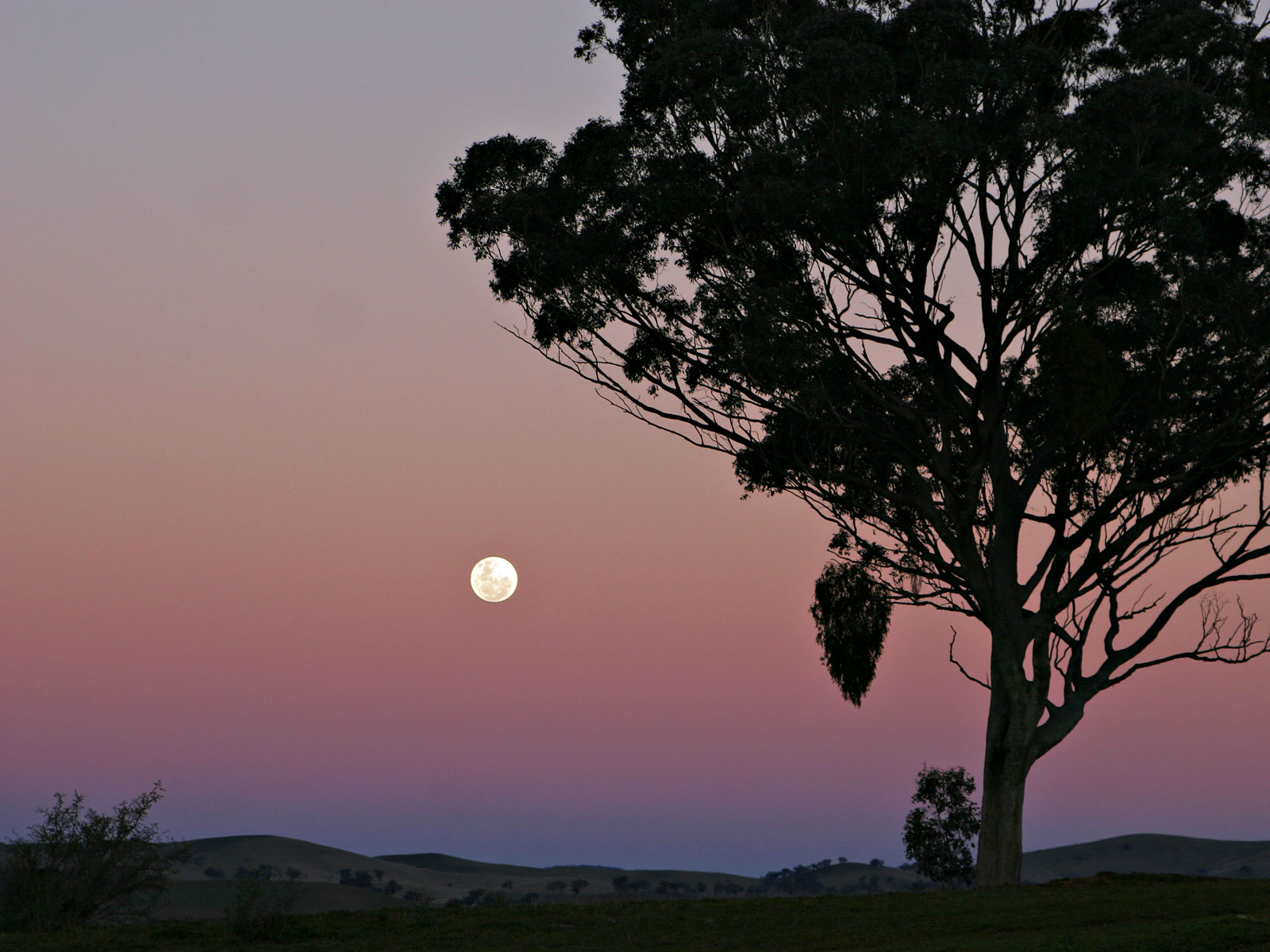
Восходящая полная луна, видимая через пояс Венеры. Видна небольшая часть земной тени (темно-синяя полоса)

Связанным похожим атмосферным оптическим явлением в той же части неба является так называемый пояс Венеры, или антисумеречная арка, — розоватая полоса над голубоватой полосой земной тени без чёткой границы между ними: одна цветная полоса плавно сливается с другой.
Когда Солнце находится близко к горизонту перед закатом или после восхода, его свет кажется красноватым из-за прохождения световых лучей через толстый слой атмосферы, который работает как фильтр, рассеивая всё, кроме длинных (красных) волн. Находясь под горизонтом, Солнце освещает мелкие частицы нижних слоёв атмосферы на противоположной части неба, поэтому пояс Венеры выглядит розовым.
После заката, чем ниже опускается Солнце, тем менее чёткой кажется граница между тенью Земли и поясом Венеры от освещения солнцем более тонкой части верхних слоёв атмосферы. Там красный свет не рассеивается, потому что присутствует меньше частиц, и наблюдатель видит только «нормальное» (обычное) голубое небо, которое возникает из-за рэлеевского рассеяния на молекулах воздуха. Наконец и тень Земли, и пояс Венеры растворяются в темноте ночного неба.

## Цвет лунных затмений

Полное лунное затмение в Лунное затмение 16 мая 2022 года. Отчётливо виден красноватый свет, падающий на поверхность Луны

Тень Земли такая же изогнутая, как и сама планета, и её тень простирается на 1 400 000 км в космос (антумбра при этом простирается неопределённо далеко). Когда Солнце, Земля и Луна выстроены в одну линию (или почти), а Земля находится между Солнцем и Луной, тень Земли падает на лунную поверхность, обращённую к ночной стороне нашей планеты, так что её тень постепенно закрывает полную Луну, вызывая лунное затмение.
Даже во время полного лунного затмения небольшое количество солнечного света всё равно достигает Луны. Непрямой солнечный свет преломляется, проходя через атмосферу Земли. Молекулы воздуха и твёрдые частицы в атмосфере рассеивают короткие волны солнечного света, поэтому длинные волны красноватого света достигают Луны. Это слабое красное освещение придаёт затмеваемой Луне тускло-красноватый или медный цвет.